# Cleptometopus pseudotenellus
Cleptometopus pseudotenellus är en skalbaggsart som beskrevs av Stefan von Breuning 1950. Cleptometopus pseudotenellus ingår i släktet Cleptometopus och familjen långhorningar. Inga underarter finns listade i Catalogue of Life.